# Cratere Ezinu
Ezinu  è un cratere sulla superficie di Cerere.